# Acraga ferruginea
Acraga ferruginea is een vlinder uit de familie van de Dalceridae. De wetenschappelijke naam van de soort is voor het eerst geldig gepubliceerd in 1922 door Hopp.